# Pile Zoé
Pour les articles homonymes, voir Pile et Zoé.
La pile Zoé est la première pile atomique française. Elle diverge pour la première fois le 15 décembre 1948 à Fontenay-aux-Roses, et initie la filière française des réacteurs à eau lourde refroidis au gaz.

## Description
La pile Zoé (« Zéro énergie, Oxyde d'uranium, Eau lourde ») est constituée de 1 950 kg d'oxyde d'uranium plongés dans cinq tonnes d'eau lourde. Le combustible se présente sous forme de pastilles frittées empilées dans des tubes d'aluminium. La conduite de la pile est assurée par des plaques de réglage en cadmium commandées par servomécanisme et par des barres de sécurité en carbure de bore. Des chambres d'ionisation pour la mesure des flux de neutrons et des cavités d'irradiation sont disposées dans la protection en béton.
Le tout est contenu dans une cuve d'aluminium de 1,81 m de diamètre et 2,35 m de haut, entourée d'un mur de graphite de 90 cm d'épaisseur. Ce graphite très pur, dit de qualité nucléaire, est entouré d'une enceinte en béton de 1,5 mètre d'épaisseur destinée à absorber les rayonnements. Le refroidissement de cette pile de puissance très faible est assuré simplement par la convection naturelle de l'eau lourde dans la cuve et par une circulation forcée d'air autour de la cuve. Plus tard, un système de circulation de l'eau lourde autorisera une montée en puissance jusqu'à 150 kW.

## Histoire

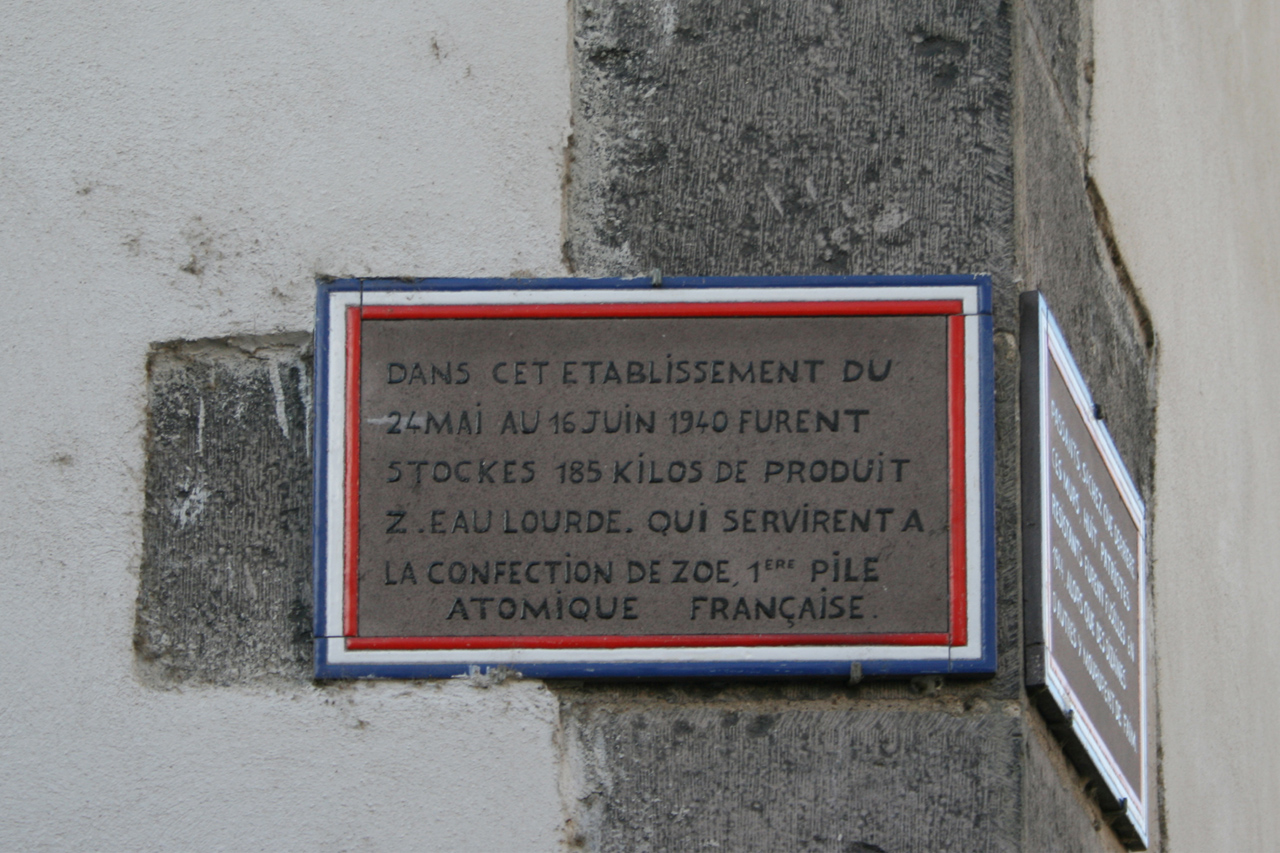
Plaque sur la prison de Riom où fut stockée l'eau lourde pendant la Seconde Guerre mondiale.

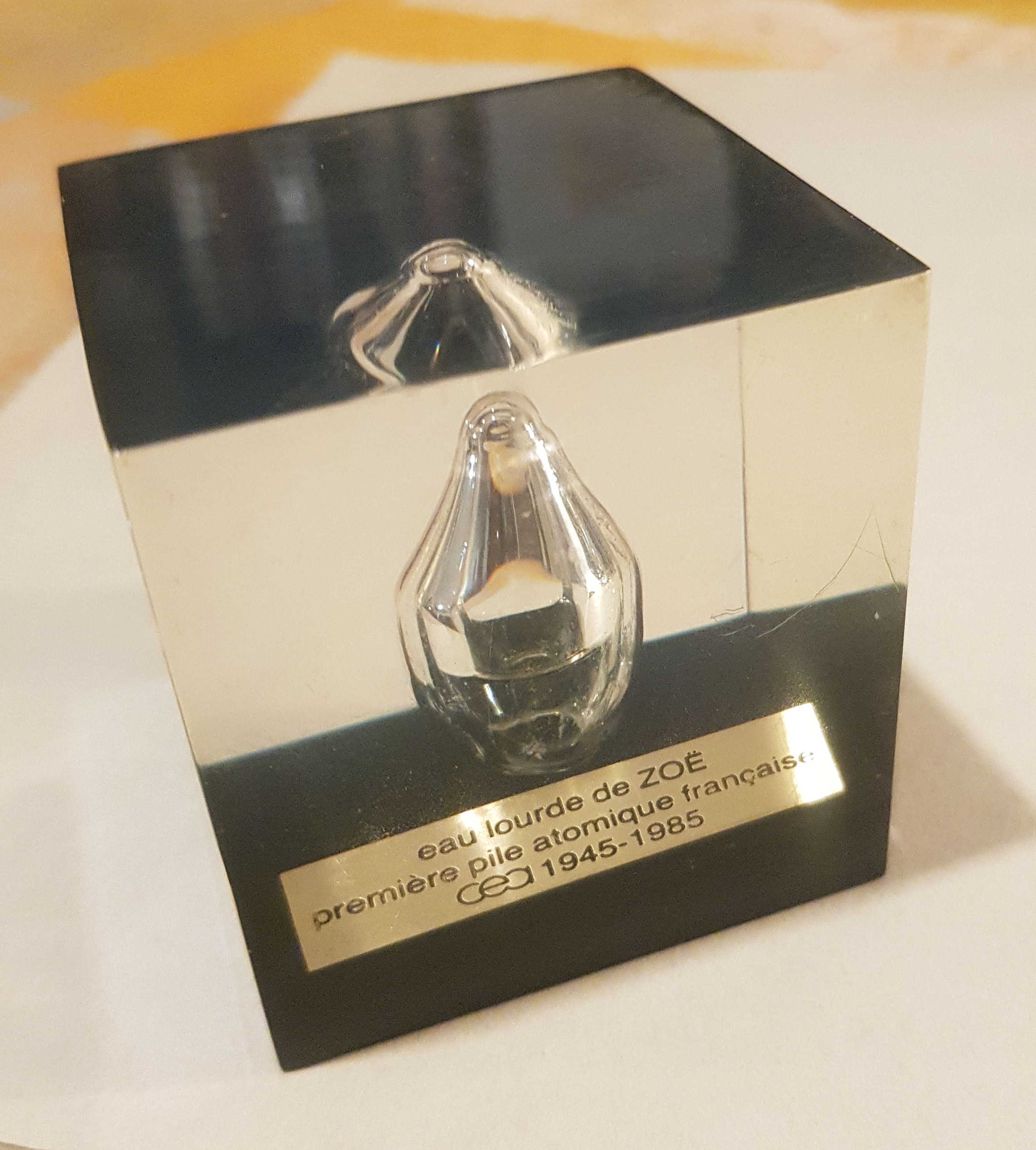
Eau lourde extraite de la pile Zoé.

Installée à Fontenay-aux-Roses dans le centre de recherche du CEA au fort de Châtillon, au sud de Paris, elle fonctionne pour la première fois le 15 décembre 1948, à partir de 12 h 12.
En 1953, sa puissance est portée à 150 kW.
La réalisation de ce réacteur nucléaire est lancée en 1947 par Frédéric Joliot-Curie, Haut Commissaire du CEA. Lew Kowarski, de retour du Canada où il vient de réaliser la pile ZEEP, dirige la mise au point de la pile Zoé, assisté de célèbres savants tels que Bertrand Goldschmidt, Jules Horowitz, Jules Guéron, Francis Perrin, Raoul Dautry et Irène Curie, la fille de Pierre et Marie Curie. En 1952, Kowarski quitte le CEA pour le CERN et Jacques Yvon prend sa succession, devenant Chef du département d'études des piles.
Le combustible de Zoé provient à l'époque de l'usine du Bouchet (près de Ballancourt-sur-Essonne), qui retraite également le combustible irradié et permet l'extraction des premiers milligrammes de plutonium français en 1949. L'eau lourde utilisée pour cette pile est partiellement issue des recherches françaises sur les réacteurs à eau lourde menées avant la guerre et avait été évacuée en Grande Bretagne pendant la durée du conflit.
Une partie des briques de graphite qui entourent la cuve et d'autres éléments ont été récupérés en Allemagne sur le site expérimental secret d'Haigerloch, à la fin de la seconde guerre mondiale par le physicien Yves Rocard.
Cette première pile, par la suite dénommée EL1 pour « eau lourde no 1 », est suivie par la construction d’une seconde pile à eau lourde EL2 qui diverge en 1952 dans le Centre CEA de Saclay, dont la construction date de 1949. Dans le fort de Châtillon, la pile Zoé est suivie de trois réacteurs nucléaires de recherche à eau légère : Minerve (1959), Triton et Néréide (1959).
La pile Zoé est définitivement arrêtée en mars 1976 et confinée en 1977, puis déclassée en 1978. Le bâtiment qui abrite la pile Zoé est reconverti en musée de l'atome.
Le démantèlement du site commence en 1995, il est prévu pour durer jusqu'en 2018. Puis il est prolongé jusqu'en 2034. En l'an 2000, le Commissariat à l'énergie atomique (CEA) veut faire du démantèlement de ce site historique une opération exemplaire,.